# رودخانه خون (فیلم)
رودخانه خون (به تامیلی: Kuruthipunal) فیلمی محصول سال ۱۹۹۵ و به کارگردانی پی.سی. سریرام است. در این فیلم بازیگرانی همچون کمال حسن، آرجون سارجا، نثار، گائوتامی، گیتا، ویکرام ایفای نقش کرده‌اند.